# 辻利恵
辻 利恵（つじ りえ）(Rie Tsuji)
は、佐賀県出身の日本の女性ピアニスト、キーボーディスト。主にアメリカ合衆国で活動している。

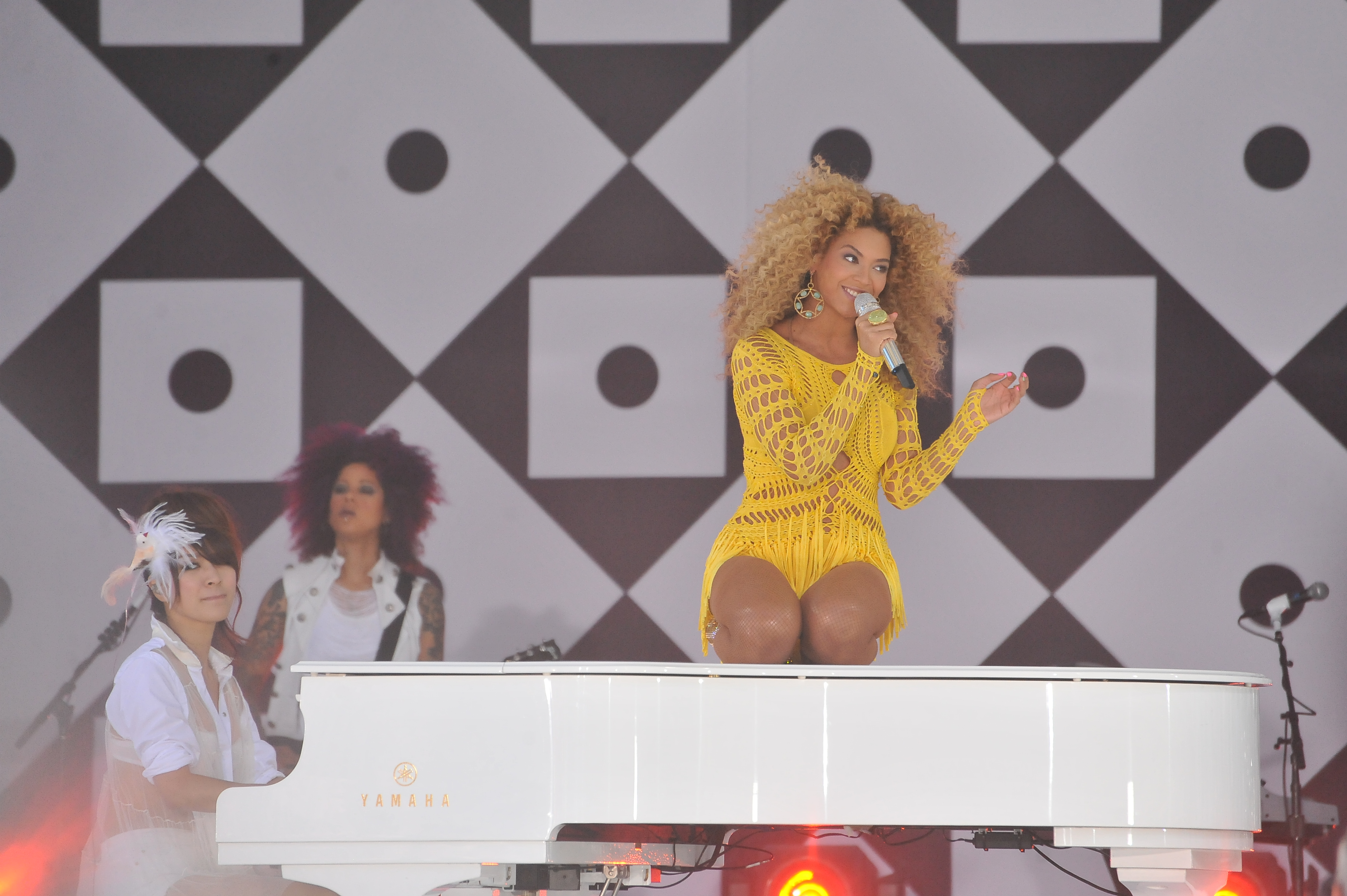
ビヨンセのシングル曲「1+1」の演奏は、辻がピアノを弾きビヨンセがピアノ上で歌うのが定番となっている

## 来歴
音楽一家に生まれ、物心ついたときにはピアノを弾いていた。東京音大でクラシックを専攻し、卒業後はアメリカのバークリー音楽院に進学しジャズを学んだ。卒業してからボストンでキャリアをスタートさせるが、活動を始めて2年間は貧しい生活を強いられたという。
2006年、エリック・ベネイの全米ツアーに参加。同年6月、ビヨンセのライブツアーのバックバンドを応募する女性限定のオーディションに友人の勧めで軽い気持ちで参加する。アメリカ5都市であった1次予選を通過し、ニューヨークで行われた最終予選に進み、ビヨンセの前で演奏した。この時のファイナリストは約30人でそのうち日本人は辻だけだった。元々、耳の良さには自信があったそうで、聴いた曲を即座に弾ける点が評価され、1万人の応募者の中から選ばれた。
2010年　帰省時に凱旋JAZZ LIVEを行う。
2013年現在に至るまでビヨンセのファーストキーボードとして数々のTV番組、イベント、コンサートに参加。
また演奏だけでなくライブの楽曲アレンジにも深く関わっており、近年の公演ではミュージックディレクター、

2013年開催の"The Mrs. Carter Show World Tour"ではアシスタントアレンジャーとしてクレジットされている。

## 人物
- 今後は、ビヨンセ以外のアーティストのツアーに参加したり、ソロ活動にも取り組みたいという。また、自分のアルバムをセルフ・プロデュースで制作するのが目標である[1]。

## 出演

### テレビ番組
- SmaSTATION!!（2008年）
- Life Is But a Dream(2013年）[2]

### PV
- Beyoncé - Irreplaceable(2006年)
- Beyoncé - Green Light(2007年)

### DVD
- Beyoncé - The Beyoncé Experience Live (2007年)
- Beyoncé - I Am Yours: An Intimate Performance at the Wynn (2009年)
- Beyoncé - I Am World Tour (2010年)
- Beyoncé - 4 Intimate Nights with Beyoncé(2011年）
- Beyoncé - Life Is But a Dream(2013)